# Jesús Palacios Trigo
Jesús Joaquín Palacios Trigo (Madrid, España, 1964) es un escritor y crítico de cine español.

## Biografía
Comenzó su andadura de la mano de su padre Joaquín Palacios, editor de la interesante Antología de la poesía macabra española e hispano americana (Valdemar, 2000), con el que realizó sus primeros fanzines «primero con el fanzine Excalibur (1984), dedicado a temas célticos y medievales, y después con El Grito (1986), centrado ya en lo fantástico y macabro», género en el que se ha convertido en autor de culto. Es considerado uno de los escritores en español más sugerentes de su generación.[cita requerida]
Entre los numerosos libros que ha publicado se pueden destacar los títulos Goremanía, Satán en Hollywood. Una historia mágica del cine, su elogiado Psychokillers o la vídeoguía Planeta Zombi. Ha colaborado y realizado críticas, sobre temáticas relacionadas con la literatura y el cine fantástico, en numerosas publicaciones. Algunas de ellas son: Fotogramas, Nosferatu, CINE2000, Aula2000, Qué Leer, El Cultural, El Mundo, La Razón, Generación XXI, etc. También ha colaborado en distintos festivales de cine. Entre ellos se encuentran: Festival Internacional de Cine de Las Palmas de Gran Canaria, Semana Negra de Gijón, Festival de Cine de Sitges, Festival de Cine de Gijón, Semana de Cine Fantástico y de Terror de San Sebastián, entre otros. En televisión, destaca su trabajo como guionista del programa "Inferno 13" para la cadena Calle 13.
Ha actuado como recopilador en diversas antologías literarias: Los vigilantes del más allá. Antología de detectives de lo sobrenatural (Valdemar, 1990), Amanecer vudú (Valdemar, 1993), Los hombres topo quieren tus ojos y otros relatos sangrientos de la Era Dorada del Pulp (Valdemar, 2009) y La plaga de los zombis y otras historias de muertos vivientes (Valdemar, 2010). También ha actuado como coeditor junto con Antonio Weinrichter de Gun Crazy. Serie negra se escribe con B así como de Asia Noir. Serie negra al estilo oriental, junto a Roberto Cueto, y como editor de Euronoir. Serie negra con sabor europeo.

## Familia
- Hermano de Federico Palacios, "ilustrador, pintor, dibujante y grabador también muy inclinado a los temas macabros y fantásticos".
- Hijo de Joaquín Palacios, escritor.

## Obras

### Como autor
- Goremanía, Alberto Santos Editor, 1995
- Planeta Zombi, Midons Editorial, 1996
- Satán en Hollywood, Valdemar, 1997
- Psychokillers, Ediciones Temas de Hoy, 1998
- Goremanía 2, Alberto Santos Editor, 1999
- Los ricos también matan, Temas de Hoy, 2000
- Alégrame el día, Espasa-Calpe, 2000
- Nosotros los vampiros, Oberon, 2002
- La fábrica de sueños, Espasa, 2003
- Desde el infierno, Oberon, 2004
- Eric Jan Hanussen. La vida y los tiempos del mago de Hitler, Oberon, 2005
- Juegos mortales: Katanas, mentiras y cintas de vídeo, Espasa-Calpe, 2007. ISBN 978-84-670-2634-4
- ¿Qué debes saber para parecer un cinéfilo?, Espasa-Calpe, 2008. ISBN 978-84-670-2933-8
- Aleksei Balabanov, Festival Internacional de Cine de Gijón, 2009
- Hollywood maldito, Valdemar, 2014
- La pantalla esotérica, UOC, 2021
- Nosferatu. El libro del centenario, Notorious, 2022
- William Hope Hodgson. La voz de las profundidades, Archivos Vola, 2025

### Como editor/coordinador de Obras Colectivas
- Cara a cara. Una mirada al cine de género italiano, Semana negra de Gijón, 2004 (con Rubén Paniceres)
- Gun crazy. Serie negra se escribe con B, T&B, 2005 (con Antonio Weinrichter)
- Euronoir. Serie negra con sabor europeo, T&B, 2006
- Asia Noir. Serie negra al estilo oriental, T&B, 2007 (con Roberto Cueto)
- Métal Hurlant y el Cine Fantástico, Donostia Kultura, 2009
- La bestia en la pantalla. Aleister Crowley y el cine fantástico, Donostia Kultura, 2010
- NeoNoir. Cine negro americano moderno, T&B, 2011
- Eroguro. Horror y erotismo en la cultura popular japonesa, Satori, 2018

### Como colaborador en Obras Colectivas
- Los desarraigados en el cine español, Festival Internacional de Cine de Gijón, 1998.
- El Giallo italiano. La oscuridad y la sangre, Nuer, 2001.
- La nueva carne. Una estética perversa del cuerpo, Valdemar, 2002.
- El día del niño, Valdemar, 2003.
- Imágenes del mal, Valdemar, 2003.
- Europa imaginaria. Cinco miradas sobre lo fantástico en el Viejo Continente, Valdemar, 2006.
- El demonio en el cine. Máscara y espectáculo, Valdemar, 2007.
- El cine de ciencia ficción. Explorando mundos, Valdemar, 2008.
- American Gothic. El cine de terror USA 1968-1980, Donostia Kultura, 2008
- Las sombras del horror. Edgar Allan Poe en el cine, Valdemar, 2009.
- Pesadillas en la oscuridad, Valdemar, 2010.
- Drácula. Un monstruo sin reflejos, Reino de Cordelia, 2012.
- Neoculto. El libro imprescindible sobre el cine de culto. Calamar, 2012

- Datos: Q5930516